# Bahnhof Enkhuizen
Der Bahnhof Enkhuizen ist der größte Bahnhof der niederländischen Stadt Enkhuizen. Der Bahnhof wird täglich von 1741 Personen (2024) genutzt und ist zentraler Knotenpunkt im städtischen ÖPNV. Von hier aus verkehren nationale Regional- und Fernverkehrszüge.

## Geschichte
Der 1885 eröffnete Bahnhof liegt an der zur selben Zeit für den Verkehr freigegebenen Bahnstrecke Zaandam–Enkhuizen. Die Station wurde südlich des Zentrums, direkt am Hafen der Stadt errichtet. Dieses ermöglicht einen direkten Umstieg in die Fähren nach Stavoren und Medemblik. In Stavoren besteht Anschluss an die Bahnstrecke Leeuwarden–Stavoren.

## Streckenverbindungen
Im Jahresfahrplan 2022 verkehren folgende Linien am Bahnhof Enkhuizen:
| Zugtyp    | Linienverlauf | Frequenz                                                                            |
| --------- | --- | ----------------------------------------------------------------------------------- |
| Intercity | Enkhuizen – Hoorn – Amsterdam Centraal – Utrecht Centraal – ’s-Hertogenbosch – Eindhoven Centraal – Roermond – Maastricht | halbstündlich (fährt nur spätabends und sonntagmorgens)                             |
| Intercity | Enkhuizen – Hoorn – Amsterdam Centraal – Utrecht Centraal – ’s-Hertogenbosch – Eindhoven Centraal (– Heerlen)             | halbstündlich (fährt frühmorgens und abends stündlich zwischen Sittard und Heerlen) |
| Intercity | Amsterdam Centraal – Hoorn – Enkhuizen                                                                                    | halbstündlich (fährt nur in der HVZ)                                                |